# Alban Berg
Alban Maria Johannes Berg (født 9. februar 1885, død 24. december 1935) var en østrigsk komponist. Han var elev af Arnold Schönberg og er sammen med denne og Anton Webern den dominerende skikkelse inden for tolvtonemusik.
Bergs mest kendte og yndede værk er Violinkoncerten. Men fremhæves må også "Tre orkesterstykker" opus 6, der sammen med "Lyrisk suite" fra "Lulu" findes i en pladeindspilning med Herbert von Karajan.
Alban Bergs violinkoncert bærer undertitlen "til minde om en engel". Englen var afdøde Manon Gropius, som Alban Berg var heftigt forelsket i. Berg døde i Wien tilsyneladende af blodforgiftning efter at være blevet bidt/stukket af et insekt.

## Værker
Til hovedværkerne regnes de to operaer.
- Wozzeck, der handler om en lille families sørgelige endeligt (faderen slår på grund af skæbnens ugunst moderen ihjel og drukner sig selv hvorved deres fælles søn lades alene tilbage)
- Lulu, der handler om en glædespiges liv og sørgelige endeligt, da hun med et grufuld skrig myrdes af Jack the Ripper. 3. og sidste akt til denne opera, der er et af hovedværkerne indenfor operalitteraturen, var i mange år ufuldendt, idet sangsemnerne ikke var skrevet ud for slutningens vedkommende, og det var derfor kutyme at spille en pantomime (den ovenfor anførte "Lyrske suite". Indtil Friedrich Cerha i 1978, ud fra de efterladte skitser, fuldendte operaen, og lod Pierre Boulez som dirigent og Patrice Chereau som instruktør lede uropførelsen af "Lulu" i Paris (foreviget på både CD og video). Grunden til at det trak ud, lå i modvilje fra Alban Bergs enke, der besad rettighederne.